# Leucocito polimorfonuclear
El término leucocito polimorfonuclear ( o leucocito polimórfico, y abreviado como PMN) hace referencia a los leucocitos neutrófilos y, de forma genérica, aunque más desacertada, a todos los leucocitos granulocitos del sistema inmunitario. 
Son células del sistema inmunitario caracterizadas por un núcleo alargado que ostenta de 3 a 5 lóbulos separados por finas hebras de cromatina. Todas las variantes de esta célula tienen gránulos en el citoplasma.
Además, tienen la capacidad de moverse e introducir gérmenes mediante prolongaciones del citoplasma (pseudópodos).

## Tipos de leucocitos polimorfonucleares
Un leucocito polimorfonuclear se clasifica como neutrófilo, eosinófilo o basófilo según la coloración que adquieren sus gránulos en la tinción de Giemsa.

### Neutrófilos
El neutrófilo es un leucocito, que cuyos gránulos contienen enzimas especializadas en combatir bacterias y hongos. Presentan 3 o 4 lobulaciones.

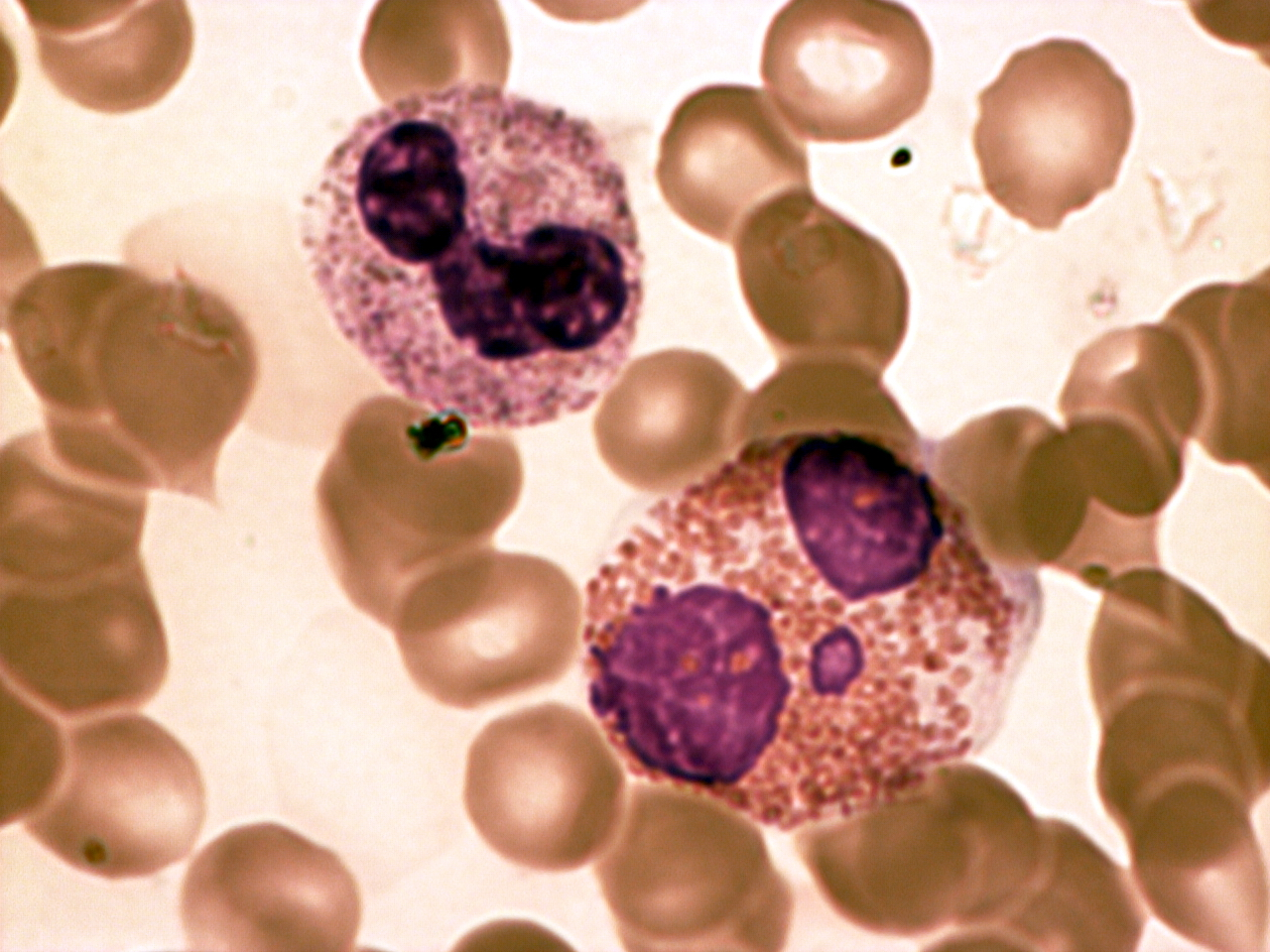
Arriba un neutrófilo y abajo un eosinófilo, células polimorfonucleares.

### Eosinófilos
El eosinófilo es un leucocito (glóbulo blanco), con algunas diferencias al anterior; es de tipo granulocito pero sus gránulos no contienen la misma clase de enzimas, sino que combate generalmente parásitos extracelulares y están implicados en respuestas alérgicas. Poseen no más de 4 núcleos que presentan dos lóbulos unidos por una fina hebra de cromatina. Además están provistos de receptores en su exterior, con los cuales interaccionan con otras células.

### Basófilos

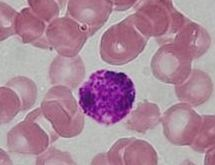
Imagen de un basófilo rodeado de glóbulos rojos.

Los basófilos, presentan generalmente dos núcleos con forma de albóndiga, a menudo cubiertos por  gránulos de secreción.
- Datos: Q6055422